# William McClelland
William McClelland (* 2. März 1842 in Mount Jackson, Lawrence County, Pennsylvania; † 7. Februar 1892 in Harrisburg, Pennsylvania) war ein US-amerikanischer Politiker. Zwischen 1871 und 1873 vertrat er den Bundesstaat Pennsylvania im US-Repräsentantenhaus.

## Werdegang
William McClelland besuchte das Westminster College in New Wilmington. Während des Bürgerkrieges diente er vier Jahre lang im Heer der Union. Nach dem Krieg setzte er seine Ausbildung am Allegheny College in Meadville fort. Nach einem anschließenden Jurastudium und seiner 1870 erfolgten Zulassung als Rechtsanwalt begann er in Mount Jackson in diesem Beruf zu arbeiten. Politisch wurde er Mitglied der Demokratischen Partei.
Bei den Kongresswahlen des Jahres 1870 wurde McClelland im 24. Wahlbezirk von Pennsylvania in das US-Repräsentantenhaus in Washington, D.C. gewählt, wo er am 4. März 1871 die Nachfolge des Republikaners Joseph Benton Donley antrat. Da er im Jahr 1872 nicht bestätigt wurde, konnte er bis zum 3. März 1873 nur eine Legislaturperiode im Kongress absolvieren. Nach seiner Zeit im US-Repräsentantenhaus praktizierte McClelland wieder als Anwalt. Er starb am 7. Februar 1892 in Harrisburg und wurde in Pittsburgh beigesetzt.